# Miroslav Karhan
Miroslav Karhan, född 21 juni 1976 i Trnava i Tjeckoslovakien, är en slovakisk före detta fotbollsspelare. Han började att spela fotboll i Spartak Trnava 1994-1999, sedan Real Betis samt Beşiktaş JK. 2001 började han att spela för VfL Wolfsburg i tyska Bundesliga. Han värvades sedan till 1. FSV Mainz 05 2007 på en free transfer. Han avslutade sin karriär i moderklubben Spartak Trnava 2013. Miroslav spelade också i det slovakiska landslaget där han var kapten och gjorde totalt 107 landskamper. 

## Klubbar[3]
- 1994-1999  :  Spartak Trnava
- 1999-2000  :  Real Betis
- 2000-2001  :  Beşiktaş JK
- 2001-2007  :  VfL Wolfsburg
- 2007-2011  :  1. FSV Mainz 05
- 2011-2013  :  Spartak Trnava